# András Tölcséres
András Tölcséres [ˈɒndraːʃ ˈtøltʃeːrɛʃ] (* 28. November 1974) ist ein ungarischer Fußballspieler.

## Karriere
Tölcséres spielte u. a. beim Regionalligisten FC Ingolstadt 04, wo er die Rückennummer 9 trug. Seine größten sportlichen Erfolge konnte er mit dem SSV Jahn Regensburg feiern, bei dem er in der Saison 2002/03 mit seinen Toren mit zum Aufstieg in die 2. Bundesliga beitragen konnte. In der 2. Bundesliga gelangen ihm in 20 Spielen zwei Tore (Stand: 28. August 2006). Nach dem Abstieg des SSV Jahn Regensburg wechselte Tölcséres zum FC Augsburg, bei dem er sich allerdings nie besonders auszeichnen konnte.
Von 2005 bis 2009 spielte Tölcséres für den FC Ingolstadt 04. Für seinen großen Kampfgeist ist er noch heute in Regensburg bekannt.
Von 2009 bis 2012 war er als Spielertrainer beim Bezirksligisten Türk SV Ingolstadt aktiv, bevor er 2012/13 für den FC Hepberg spielte und seit der Saison 2015/16 für MBB-SG Manching aufläuft.

## Größte Erfolge
- 2002/03 – Aufstieg in die 2. Liga mit dem SSV Jahn Regensburg